# Những kỷ nguyên của Taylor Swift
Những kỷ nguyên của Taylor Swift (tiếng Anh: Taylor Swift: The Eras Tour) là một bộ phim hòa nhạc năm 2023 được sản xuất bởi ca sĩ-nhạc sĩ người Mỹ Taylor Swift. Do Sam Wrench đạo diễn, bộ phim ghi lại The Eras Tour, chuyến lưu diễn hòa nhạc mà Swift tổ chức vào năm 2023 và 2024. Để phát hành bộ phim, Swift đã đạt được một thỏa thuận phân phối chưa từng có tiền lệ với AMC Theatres và Cinemark Theatres sau khi việc thương lượng với các hãng phim lớn bất thành.
Những kỷ nguyên của Taylor Swift được ghi hình vào tháng 8 năm 2023 tại ba buổi diễn của The Eras Tour ở Sân vận động SoFi, Inglewood, California với kinh phí 10–20 triệu đô-la Mỹ sau khi việc sản xuất bộ phim được SAG-AFTRA chấp thuận trong bối cảnh cuộc đình công năm 2023 của hiệp hội này.  Taylor Swift công bố việc phát hành bộ phim vào cuối tháng 8, gây bất ngờ cho các hãng phim và khiến một số bộ phim vốn được lên lịch khởi chiếu vào hoặc gần ngày 13 tháng 10 thay đổi ngày phát hành. Chiến lược phân phối chưa từng có tiền lệ của bộ phim đã trở thành một chủ đề tranh luận trong giới truyền thông; nhiều nhà báo và người làm trong ngành đã khen ngợi việc Taylor Swift bỏ qua các hãng phim để trực tiếp hợp tác với các rạp, và nhận xét rằng bộ phim đi ngược lại với mô hình phát hành phim "nhà sản xuất–nhà phân phối–hãng chiếu phim" truyền thống.
Những kỷ nguyên của Taylor Swift được công chiếu tại The Grove, Los Angeles vào ngày 11 tháng 10 năm 2023, và được phát hành tại các rạp trên toàn thế giới vào ngày 13 tháng 10. Bộ phim đã phá kỷ lục doanh thu đặt trước vé trong ngày đầu tiên tại Mỹ với con số 37 triệu đô-la, và đạt tổng doanh thu đặt trước vé là hơn 100 triệu đô-la Mỹ trên toàn thế giới. Những kỷ nguyên của Taylor Swift là bộ phim hòa nhạc có doanh thu cao nhất mọi thời đại, với doanh thu hơn 231 triệu đô-la Mỹ. Bộ phim cũng được giới phê bình đánh giá cao.

## Nội dung
Những kỷ nguyên của Taylor Swift là phiên bản điện ảnh của The Eras Tour, chuyến lưu diễn hòa nhạc thứ sáu của ca sĩ-nhạc sĩ người Mỹ Taylor Swift. Bao gồm 10 phần khác nhau đại diện cho 10 kỷ nguyên trong sự nghiệp âm nhạc của Swift, bộ phim ghi lại màn trình diễn của hầu hết các bài hát mà Swift đã biểu diễn trong The Eras Tour, trừ một số bài hát được lược bỏ để gói gọn buổi hòa nhạc dài ba tiếng rưỡi vào một bộ phim có thời lượng ngắn gọn hơn.

### Danh sách bài hát
| Act I – Lover 1. "Miss Americana & the Heartbreak Prince" 2. "Cruel Summer" 3. "The Man" 4. "You Need to Calm Down" 5. "Lover" Act II – Fearless 1. "Fearless" 2. "You Belong with Me" 3. "Love Story" Act III – Evermore 1. "Willow" 2. "Marjorie" 3. "Champagne Problems" 4. "Tolerate It" | Act IV – Reputation 1. "...Ready for It?" 2. "Delicate" 3. "Don't Blame Me" 4. "Look What You Made Me Do" Act V – Speak Now 1. "Enchanted" Act VI – Red 1. "22" 2. "We Are Never Ever Getting Back Together" 3. "I Knew You Were Trouble" 4. "All Too Well (10 Minute Version)" Act VII – Folklore 1. "The 1" 2. "Betty" 3. "The Last Great American Dynasty" 4. "August" 5. "Illicit Affairs" 6. "My Tears Ricochet" | Act VIII – 1989 1. "Style" 2. "Blank Space" 3. "Shake It Off" 4. "Bad Blood" Act IX – Acoustic set 1. "Our Song" (bài hát bất ngờ biểu diễn bằng guitar) 2. "You're on Your Own, Kid" (bài hát bất ngờ biểu diễn bằng piano) Act X – Midnights 1. "Lavender Haze" 2. "Anti-Hero" 3. "Midnight Rain" 4. "Vigilante Shit" 5. "Bejeweled" 6. "Mastermind" 7. "Karma" |

## Phân phối và bán vé
Bố mẹ của Swift đã đính thân thỏa thuận bản phác thảo các điều khoản với Adam Aron, CEO của AMC Theatres. Tại Mỹ, AMC đồng ý đóng vai trò vừa là nhà phân phối, vừa là hãng chiếu phim cho Những kỷ nguyên của Taylor Swift, một nước đi chưa từng có tiền lệ trong lịch sử ngành công nghiệp điện ảnh Mỹ. Hãng cũng đồng ý là sẽ chiếu ít nhất bốn suất mỗi ngày từ thứ Năm đến Chủ Nhật hàng tuần trong suốt khoảng thời gian phim được chiếu rạp. Giá vé của các suất chiếu tiêu chuẩn được định sẵn là 19,89 đô-la cho người lớn, xuất phát từ tên album thu âm lại sắp phát hành của Swift là 1989 (Taylor's Version), và 13,13 đô-la cho trẻ em và người cao tuổi, có lẽ xuất phát từ con số may mắn của Swift, đó là 13. Bộ phim cũng được phát hành ở các định dạng IMAX và Dolby Cinema. Lường trước được nhu cầu mua vé cao mà bộ phim sẽ nhận được sau vụ tranh cãi liên quan đến Ticketmaster, AMC đã nâng cấp hệ thống bán vé của mình để đáp ứng lượng truy cập cao gấp năm lần ban đầu, đồng thời tạm dừng bán vé hầu hết các bộ phim khác đang được chiếu. Mặc dù vậy, ứng dụng di động của AMC vẫn gặp sự cố ngay sau khi vé được mở bán, và khách hàng phải xếp hàng để truy cập trang web của hãng. Chỉ trong vài giờ, doanh thu vé đặt trước của bộ phim vượt mốc 10 triệu đô-la, một thành tích được các nhà phân tích doanh thu phòng vé so sánh với các bộ phim của Marvel. Lượng tìm kiếm từ khóa "AMC" trên mạng Internet tăng gấp hơn 100 lần, và giá cổ phiếu của AMC thì tăng 9,2%. Theo Bloomberg News, tin tức về thành tích bán vé của bộ phim đã "làm tăng giá cổ phiếu ở cả hai bờ Đại Tây Dương".
Theo một số nguồn tin, các điều khoản liên quan đến việc phân phối bộ phim được quyết định bởi Swift thay vì AMC. Mô hình giá cố định và việc không áp dụng các chương trình khách hàng thân thiết được xem là rất không chính thống và vi phạm các chuẩn mực của ngành. Không hãng chiếu phim hay nhà phân phối nào khác ngoài AMC và Cinemark biết đến kế hoạch phát hành bộ phim cho đến khi Swift đưa ra thông báo; việc này đã gây bức xúc cho các nhà lãnh đạo bởi các hãng phân phối được kỳ vọng là sẽ thông báo cho nhau biết lịch phát hành của mình trên tinh thần thiện chí. Theo Insider, vì Sắc lệnh Paramount "đã hết hiệu lực vào năm 2020", thỏa thuận phân phối này là hoàn toàn hợp pháp. Theo nhà báo Matthew Belloni của Puck, Swift và bố mẹ cô đã quyết định đàm phán trực tiếp với Aron và Cinemark sau khi bị quá trình thương lượng với các hãng phim lớn "gây thất vọng". Theo thỏa thuận này, 43% lợi nhuận phòng vé sẽ thuộc về các rạp, còn Swift và bộ phận phân phối của AMC sẽ chia nhau 57% còn lại. Ngoài ra, các rạp sẽ được chiếu bộ phim trong khoảng thời gian tối đa là 26 tuần, mặc dù Swift vẫn được bán quyền phát sóng cho các dịch vụ phát video trực tuyến sau khi bộ phim chiếu rạp được 13 tuần. Theo tờ Financial Times, Trafalgar Releasing chịu trách nhiệm phân phối bộ phim ở thị trường quốc tế và đang tiến hành đàm phán để phát hành bộ phim tại Trung Quốc. The Hollywood Reporter đưa tin vào cuối tháng 10 rằng "gần như dịch vụ phát video trực tuyến lớn nào" cũng đang cố gắng giành được quyền phát sóng Những kỷ nguyên của Taylor Swift sau khi phim dừng chiếu tại rạp.

## Ảnh hưởng

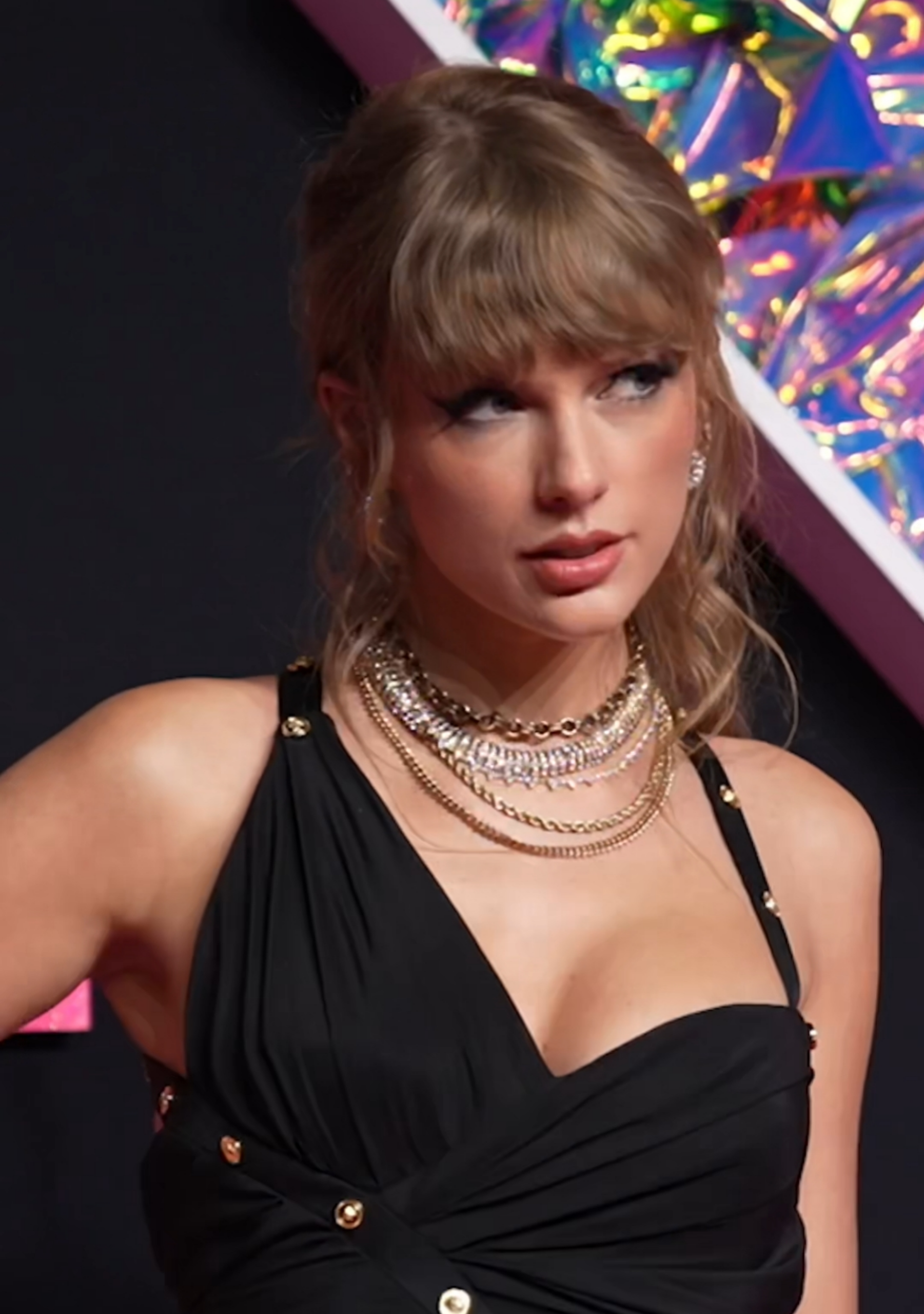
Ảnh hưởng từ bộ phim của Taylor Swift đã khiến tổng cộng 8 tác phẩm khác phải thay đổi ngày phát hành để tránh bị cạnh tranh.

Nhiều bộ phim đã thay đổi ngày phát hành để tránh phải cạnh tranh với Những kỷ nguyên của Taylor Swift. Sau khi bộ phim được công bố, hashtag "#Exorswift" trở thành xu hướng trên các mạng xã hội, bởi lúc đó Những kỷ nguyên của Taylor Swift có cùng ngày phát hành với Quỷ ám: Tín đồ, một bộ phim kinh dị siêu nhiên, giống như điều đã xảy ra trong hiện tượng "Barbenheimer" xuất phát từ hai bộ phim Barbie (2023) và Oppenheimer (2023) hồi đầu năm. Universal Pictures và Blumhouse Productions đã dời ngày phát hành của Quỷ ám: Tín đồ, ban đầu vào thứ Sáu ngày 13, lên sớm hơn một tuần, một quyết định được IndieWire phỏng đoán là đã rất tốn kém khi xét đến chiến dịch quảng bá đắt đỏ của Quỷ ám: Tín đồ. Paramount Pictures và Apple Studios cũng đã hủy kế hoạch chiếu sớm bộ phim Vầng trăng máu của đạo diễn Martin Scorsese trong hai tuần trước khi bộ phim được phát hành rộng rãi vào ngày 20 tháng 10.

| Phim                      | Hãng phân phối     | Ngày phát hành ban đầu | Ngày phát hành mới   | Chú thích |
| ------------------------- | ------------------ | ---------------------- | -------------------- | --------- |
| Dumb Money                | Sony Pictures      | 6 tháng 10 năm 2023    | 29 tháng 9 năm 2023  | [ 30 ]    |
| Quỷ ám: Tín đồ            | Universal Pictures | 13 tháng 10 năm 2023   | 6 tháng 10 năm 2023  | [ 27 ]    |
| Freelance                 | Relativity Media   | 6 tháng 10 năm 2023    | 27 tháng 10 năm 2023 | [ 31 ]    |
| The Marsh King's Daughter | Lionsgate          | 6 tháng 10 năm 2023    | 3 tháng 11 năm 2023  | [ 32 ]    |
| Ordinary Angels           | Lionsgate          | 13 tháng 10 năm 2023   | 23 tháng 2 năm 2024  | [ 33 ]    |
| The Persian Version       | Sony Pictures      | 13 tháng 10 năm 2023   | 20 tháng 10 năm 2023 | [ 34 ]    |
| Priscilla                 | A24                | 27 tháng 10 năm 2023   | 3 tháng 11 năm 2023  | [ 35 ]    |
| What Happens Later        | Bleecker Street    | 13 tháng 10 năm 2023   | 3 tháng 11 năm 2023  | [ 36 ]    |

## Doanh thu
Tính đến  ngày 5 tháng 11 năm 2023, Những kỷ nguyên của Taylor Swift đã đạt tổng doanh thu toàn cầu là 219,2 triệu đô-la, bao gồm 165,9 triệu đô-la tại Mỹ và Canada và 53,3 triệu đô-la tại các vùng lãnh thổ khác.
Tại Mỹ, Những kỷ nguyên của Taylor Swift đạt doanh thu 2,8 triệu đô-la từ các suất chiếu sớm vào ngày thứ Năm ở 2.700 rạp. Trong ngày đầu tiên, bộ phim đạt doanh thu 39 triệu đô-la (bao gồm cả các suất chiếu sớm), thành tích cao thứ hai từ trước đến nay đối với một bộ phim được phát hành vào tháng 10, chỉ thua Joker (2019) 300.000 đô-la, và thành tích cao nhất đối với một bộ phim hòa nhạc. Trong tuần đầu tiên, bộ phim đạt doanh thu 92,8 triệu đô-la, thành tích cao thứ hai mọi thời đại đối với một bộ phim được phát hành vào tháng 10, sau Joker (96,2 triệu). Đây cũng là thành tích doanh thu trong dịp cuối tuần đầu tiên cao nhất từ trước đến nay đối với một bộ phim hòa nhạc, đồng thời bộ phim cũng vượt qua Justin Bieber: Never Say Never (73 triệu đô-la) để trở thành bộ phim hòa nhạc có doanh thu cao nhất mọi thời đại tại Mỹ; 26% doanh thu đến từ các suất chiếu IMAX, và 60% doanh thu đến từ các vé được đặt trước. Hệ thống rạp của AMC chiếm 40,5% doanh thu, so với con số trung bình là 22-25%. Trong dịp cuối tuần thứ hai, Những kỷ nguyên của Taylor Swift vượt qua bộ phim Vầng trăng máu vừa được phát hành để tiếp tục chiếm vị trí thứ nhất với doanh thu 33,2 triệu đô-la và trở thành bộ phim hòa nhạc đầu tiên đứng đầu bảng xếp hạng doanh thu phòng vé trong hai tuần liên tiếp. Bộ phim lần lượt đạt doanh thu 15,4 triệu đô-la và 13,5 đô-la trong các dịp cuối tuần thứ ba và thứ tư, và cả hai lần đều xếp vị trí thứ hai sau Năm đêm kinh hoàng.
Ở các rạp quốc tế, Những kỷ nguyên của Taylor Swift đạt doanh thu 30,7 triệu đô-la trong tuần đầu tiên, nâng tổng doanh thu tuần đầu tiên của bộ phim lên con số 123,5 triệu đô-la. Bộ phim đứng đầu bảng xếp hạng doanh thu phòng vé tại Vương quốc Anh và Ireland với thành tích là 1 triệu bảng Anh. Tại Ấn Độ, bộ phim bán được hơn 85.000 vé trong tuần đầu tiên—phá kỷ lục đối với phim hòa nhạc ở quốc gia này.